# Lucy Lafuente
Lucy Lafuente (Santiago, 3 de julio de 1939) es una escultora chilena.

## Biografía
Estudió en la Escuela de Bellas Artes de la Universidad de Chile, donde se tituló de profesora de Artes Plásticas. Continuó sus estudios en la Real Academia de San Fernando y en la Escuela Municipal de Cerámica La Moncloa, ambas en Madrid, así como en Escuela de Teatro de su alma mater y de escenografía en televisión en la Radiotelevisión Francesa en París.
Fundadora de la Facultad de Arte de la Universidad de Playa Ancha, fue su primera decana en 1986; posteriormente se desempeñó como directora general de Extensión en la misma casa de estudios. También ha enseñado escultura en la Universidad Metropolitana de Ciencias de la Educación.
Durante la exposición Euzkadi, la tierra de nuestros ancestros, celebrada en 2012 en el castillo Wulff, robaron su obra en resina y bronce Edad del bronce I, que representaba a un toro
Lafuente, además del bronce, trabaja el alabastro, el mármol y la combarbalita. Entre sus temas destaca el relacionado con el "universo, los planetas y constelaciones, que se expresan en lunas y estrellas" y, como la escultora explica, para plasmar este tipo de obras, estudia "textos que hablan de los mitos que crearon los griegos para explicar los fenómenos celestes".

## Premios y reconocimientos
- Premio Sociedad de Autores Teatrales de Santiago 1966, Primer Salón de Artes Plásticas de Gente de Teatro, Chile
- Medalla de Oro, Concurso Internacional de Belenes 1968, Madrid
- Primer Premio del Concurso del Ministerio de Obras Públicas de Chile 1998, por su obra Chamán; fue emplazado en el edificio Juzgados, Copiapó[4]
- Segundo Premio en Escultura en el 2º Salón Internacional de Artes Plásticas 1999, ACEA, Barcelona
- Primer Premio al Mejor Artista Extranjero en Escultura, 7ª Salón Internacional de Artes Plásticas, ACEA, Barcelona, 2000, Acaballes Tercer Millenni.
- Segundo Premio en el concurso nacional Monumento a la Mujer del Hombre de Mar de la Liga Marítima de Chile, 2001
- Primer Premio en el concurso público para monumento en conmemoración de los 140 años de la fundación de la Gran Logia de Chile, 2001; fue emplazado al año siguiente en la avenida Brasil, Valparaíso[5]
- Segundo Premio Concurso Público de Anteproyectos para la Creación del Diseño Integral y la Ejecución del mobiliario del paseo Altamirano de Valparaíso, Ministerio de Obras Públicas, 2004
- Premio Regional al Mérito Cultural 2006, otorgado por la Corporación Cultural de la Quinta Región, Viña del Mar
- Distinción en reconocimiento a su gestión como primera decano de la Facultad de Arte de la Universidad de Playa Ancha, Valparaíso, 2006
- Tercer lugar en el concurso de arte público Intervención artística en el Camino Internacional Ruta 60 CH, región de Valparaíso, 2008
- Proyecto de escultura en Plaza de los Poetas Neruda, Huidobro y Mistral; emplazados en la plaza Mena del cerro Florida, Valparaíso, 2008

## Obras en colecciones y lugares públicos
- Monumento a la Gran Logia de Chile, granito y bronce, 400 x 400 x 910 cm; avenida Brasil, Valparaíso
- Sagrada Familia, catedral de Copiapó
- Chamán, 1998, acero y piedra pizarra, 100 x 40 x 600 cm; edificio Juzgados, Copiapó
- Instituto Chileno Hispánico de Cultura, Santiago de Chile
- Incisión, 2002, piedra, madera, acero; Parque de las Esculturas Saval, Valdivia
- Germinación, escultura en bronce, Pinacoteca Universidad de Concepción
- Dibujos, siluetas de Pablo Neruda, Gabriela Mistral y Vicente Huidobro, Colección de Dibujo Chileno, Pinacoteca Universidad de Concepción
- Busto de Pablo Neruda en la plaza de la ciudad de Combarbalá
- Luna de Saturno (Rectoría), Por la paz y la reconciliación (Taller de escultura, Patio), murales en colaboración con el Taller Alquimia Universum universitas, Pachamama y Estrella polar (Casa Central); Universidad de Playa Ancha
- Tauro ibérico, Universidad Técnica Federico Santa María, Valparaíso
- Museo de América, Madrid